# ヴラディミル・ストイチェフ

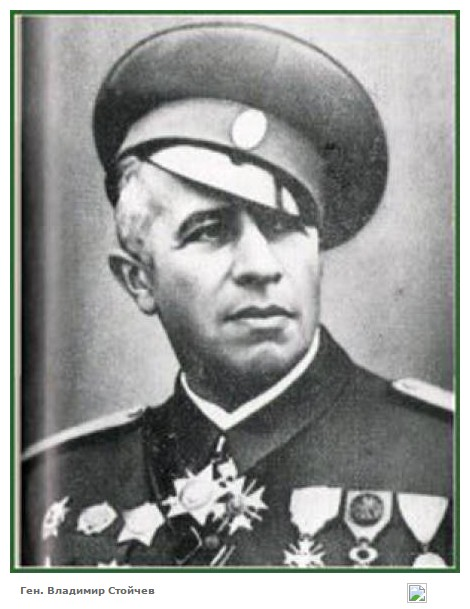
ヴラディミル・ストイチェフ

ヴラディミル・ストイチェフ（ブルガリア語: Владимир Димитров Стойчев、1892年2月24日 - 1990年4月27日）は、ブルガリアの軍人。政治家。ブルガリア人民共和国英雄（2度）。

## 経歴
1911年、ウィーンのテレジア士官学校を卒業。1912年～1913年のバルカン戦争に義勇兵として従軍。第一次世界大戦には、騎兵中隊長として従軍。
1929年、軍事アカデミーを卒業。1930年～1934年、駐仏、駐伊駐在武官。1935年、反王政的見解のため軍から解雇。1937年から反ファシスト運動に参加し、再三逮捕・追放された。
1944年の九月蜂起に参加。ブルガリアが連合国側に寝返った後、第1軍司令官に任命され、ソ連軍と共にクリヴァ・パランカ、クマノヴォ、スコプル方面で攻勢を開始した。同年、ブルガリア共産党に入党。同年末、ウィーン方面に進出。この時、第1軍は、6個歩兵師団（第3、第8、第10、第11、第12、第16）、約10万人を擁した。第1軍は、バラトン防衛作戦に参加し、ドラヴァの戦いで戦死者1,357人、負傷者3,895人の損害を出した。その後、ハンガリー及びオーストリア方面への攻勢を続け、1945年5月15日、オーストリアの国境線上でイギリス軍と会合した。第1軍は、1944年12月～1945年5月の間、1万5千人以上を失った。
1945年、ストイチェフは、ブルガリア代表としてワシントンに派遣され、駐国連ブルガリア代表を務めた。1947年～1951年、最高体育・スポーツ委員会議長。1982年から終身名誉議長。

## パーソナル
ブルガリア人民共和国英雄（1978年、1982年）、社会主義労働英雄（1964年）。